# 深圳震古爍今實業集團
深圳震古爍今實業集團有限公司，簡稱深圳震古爍今，在2018年，由姚成偉於深圳創立，名義上業務經營企業諮詢管理等行業，實則上是實施詐騙錢財工具者，包括學費、服務費等。

## 歷史
2018年，由姚成偉（主腦骨幹）等其他黨羽於深圳創立深圳震古爍今實業集團有限公司。
2019年10月，深圳市公安局龍崗分局刑偵大隊收到一封舉報信，信中詳細敍述一名前女學員被騙過程還附上一些證據。舉報信裡反映是一位女學員花巨額學費接受所謂成功學培訓。直至同年12月中，當局進行拘捕所有黨羽者，包括姚成偉、姚剛、汪煉、徐強等，其他受害者也向當局求助，其中受害者小雅（化名）被騙金錢不少，而犯罪嫌疑人徐強則向記者坦言，所有資料也是虛假的。